# NGC 3261
NGC 3261 is een balkspiraalstelsel in het sterrenbeeld Zeilen. Het hemelobject werd op 15 maart 1836 ontdekt door de Britse astronoom John Herschel.

## Synoniemen
- ESO 263-40
- MCG -7-22-15
- AM 1026-442
- IRAS10268-4423
- PGC 30868